# مراعات نظیر
مُراعات نَظیر یا تَناسب آوردن  واژه‌هایی از یک دسته است که با هم، هماهنگی دارند؛ این هماهنگی می‌تواند از نظر جنس، نوع، مکان، زمان یا همراهی باشد، سبب تداعی  است. مراعات نظیر، پرکاربردترین آرایهٔ ادبی در ادبیات فارسی است و در اشعار سعدی، مولوی، حافظ فردوسی به فراوانی یافت می‌شود؛ برای نمونه:
| نه بیگانه تیمار خوردش نه دوست |  | چو چنگش،رگ و استخوان ماند و پوست |

یا:
| کوه و دریا و درختان همه در تسبیحند |  | نه همه مستمعی، فهم کنند این اَسرار |

مراعات نظیر، آوردن واژه‌های فراخور هم است در شعر، مانند جمع‌شدن خسرو با شیرین و لیلی و غیره.

## نمونه‌ها
- مثال

| چرا چون لاله خونین‌دل نباشم |  | که با ما نرگس او سر گران کرد |

لاله و نرگس هر دو نوعی گل هستند.  
- مثال

| ابر و باد و مه و خورشید و فلک در کارند |  | تا تو نانی به کف آری و به غفلت نخوری |

ابر و باد و مه و خورشید و فلک همگی 
جز عناصر و پدیده‌های طبیعت هستند
- مثال

| رسم بدعهدی ایام، چو دید ابر بهار |  | گریه‌اش بر سمن و سنبل و نسرین آمد |

ابر بهار، سمن، سنبل و نسرین همه جزء عناصر بهار هستند.
- مثال

| گوشم همه بر قول نی و نغمهٔ چنگ است |  | چشمم همه بر لعل لب و گردش جام است |

نی، قول، نغمه و چنگ همه عناصر موسیقی هستند.
- مثال

| مزرع سبز فلک دیدم و داس مه نو |  | یادم از کشته خویش آمد و هنگام درو |

داس، درو، مزرع و کشته همگی مربوط به کشاورزی و درو کردن محصول هستند.
- مثال

| تو که فلسِ ماهیِ حیرتی چه زنی ز بحرِ وجود دم |  | بنشین چو طاهره دمبدم بشنو خروش نهنگِ لا |

فلس، ماهی، بحر و نهنگ همه جزئی از دریا هستند.